# Julia Wilkinson
Pour les articles homonymes, voir Wilkinson.
Julia Wilkinson (née le 12 juin 1987 à Stratford) est une nageuse canadienne. 

## Carrière
En 2006, lors de ses débuts internationaux aux Championnats pan-pacifiques, elle est médaillée d'argent au relais 4 x 100 m nage libre.
En 2012, elle participe aux Jeux olympiques de Londres. Un an plus tard, elle participe aux Championnats du monde à Melbourne et atteint la finale du 200 m quatre nages dont elle prend la huitième place finale. Sélectionnée pour les Jeux olympiques de 2008, elle prend part à six épreuves sont trois en individuel dont le 200 m quatre nages où elle bat le record national en demi-finales et se classe septième de la finale. En 2010, elle obtient trois médailles de bronze aux Jeux du Commonwealth, sur le 100 m, le dos 200 m et le quatre nages relais 4 x 100 m quatre nages. Aux Jeux olympiques de Londres 2012, elle arrive en demi-finales du 100 m nage libre et du 100 m dos. 
En 2013, elle annonce la fin de sa carrière.

## Palmarès

### Championnats pan-pacifiques
- Championnats pan-pacifiques 2006 à Victoria (Canada) :
  -  : médaille d'argent au relais 4 x 100 m nage libre
- Championnats pan-pacifiques 2010 à Irvine (États-Unis) :
  -  : médaille de bronze au relais 4 x 100 m nage libre
  -  : médaille de bronze au relais 4 x 200 m nage libre

### Jeux du Commonwealth
- Jeux du Commonwealth 2010 à Delhi (Inde) :
  -  : médaille de bronze du 100 m dos
  -  : médaille de bronze du 200 m quatre nages
  -  : médaille de bronze au relais 4 x 100 m quatre nages